# Leptochiton kaasi
Leptochiton kaasi is een keverslakkensoort uit de familie van de Leptochitonidae. De wetenschappelijke naam van de soort is voor het eerst geldig gepubliceerd in 1990 door Sirenko. De soort is vernoemd naar de Nederlandse onderwijzer en bioloog Pieter Kaas.